# Sarrusovo pravidlo

Sarrusovo pravidlo

Sarrusovo pravidlo je mnemotechnická pomůcka usnadňující výpočet determinantu matice třetího řádu. Tento determinant obsahuje celkem šest součinů vytvořených z celkem devíti prvků matice a tři tyto součiny jsou opatřeny záporným znaménkem. Sarrusovo pravidlo je snadno zapamatovatelný způsob, jak tyto součiny sestavit a opatřit správným znaménkem.
Pravidlo je pojmenováno po francouzském matematikovi Pierru Frédéricovi Sarrusovi.

## Princip

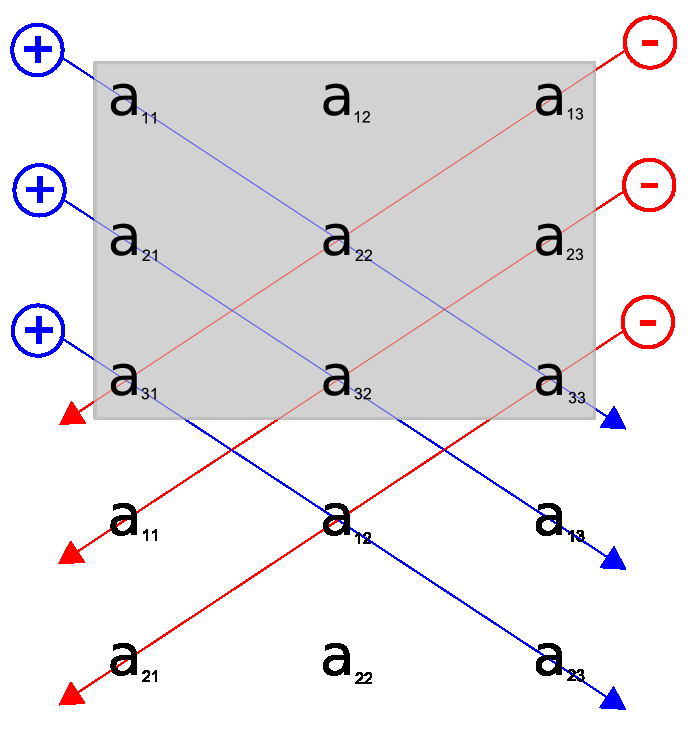
Schéma popisující výpočet determinantu pomocí Sarrusova pravidla

Princip Sarrusova pravidla je zachycen v připojené animaci. Při výpočtu determinantu 
{\displaystyle {\begin{vmatrix}a_{11}&a_{12}&a_{13}\\a_{21}&a_{22}&a_{23}\\a_{31}&a_{32}&a_{33}\end{vmatrix}}}
myšlenkově zopakujeme pod matici první dva řádky. Diagonálně vznikne šest řad, které mají tři prvky. Tyto tři prvky vynásobíme a budou tvořit jednotlivé členy determinantu. Členy z hlavní diagonály a s ní rovnoběžných řad ponecháme, členy z vedlejší diagonály a u ní rovnoběžných řad opatříme opačným znaménkem. Všechny členy sečteme. Postupně tedy dostáváme schema  
{\displaystyle {\begin{matrix}a_{11}&a_{12}&a_{13}\\a_{21}&a_{22}&a_{23}\\a_{31}&a_{32}&a_{33}\\a_{11}&a_{12}&a_{13}\\a_{21}&a_{22}&a_{23}\end{matrix}}}
z něhož vytvoříme šest součinů následujících opatřených znaménkem.
{\displaystyle {\begin{aligned}a_{11}a_{22}a_{33}\\a_{21}a_{32}a_{13}\\a_{31}a_{12}a_{23}\\-a_{13}a_{22}a_{31}\\-a_{23}a_{32}a_{11}\\-a_{33}a_{12}a_{21}\end{aligned}}}
Sečtením těchto součinů získáme hodnotu determinantu původní matice.{\displaystyle {\begin{vmatrix}a_{11}&a_{12}&a_{13}\\a_{21}&a_{22}&a_{23}\\a_{31}&a_{32}&a_{33}\end{vmatrix}}=a_{11}a_{22}a_{33}+a_{21}a_{32}a_{13}+a_{31}a_{12}a_{23}-a_{13}a_{22}a_{31}-a_{23}a_{32}a_{11}-a_{33}a_{12}a_{21}}

## Upozornění
Sarrusovo pravidlo platí pouze pro determinanty třetího řádu.